# Liste der Pässe in Neuseeland
Die sortierbare Liste der Pässe in Neuseeland führt die Pässe in Neuseeland auf.

## Allgemeines
Neuseeland ist ein Land in der Region Australien und Ozeanien, das im Vergleich eine Vielzahl an Pässen aufweist. Im Kontrast zu Australien und vielen Inseln im Südpazifik gibt es große Höhenunterschiede zu überwinden. Die Lage an der Alpine Fault führte zur Entstehung der Neuseeländischen Alpen. Diese dominieren die Südinsel, den gebirgigsten Teil des Landes. Die bekanntesten Pässe liegen dort, doch auch auf der Nordinsel führen Pässe über die axial ranges.

## Liste der Pässe
Die Liste führt eine Auswahl an Pässen, der Fokus liegt auf solchen mit einer infrastrukturellen oder auch touristischen Relevanz.
| Name                    | Höhe   | Insel     | Region                      | Koordinaten           | Ausbau                                    | Anmerkung                                                             | Foto |
| ----------------------- | ------ | --------- | --------------------------- | --------------------- | ----------------------------------------- | --------------------------------------------------------------------- | ---- |
| Akatarawa Saddle        | 450 m  | Nordinsel | Wellington                  | -40.94838 175.10835   | Straße (Akatarawa Road)                   |                                                                       |      |
| Arthur’s Pass           | 920 m  | Südinsel  | West Coast, Canterbury      | -42.903131 171.561728 | Straße (SH 73) Eisenbahn (Midland Line)   | Einzige Bahnstrecke zur Überquerung der Neuseeländischen Alpen        |      |
| Burkes Pass             | 709 m  | Südinsel  | Canterbury                  | -44.09068 170.59961   | Straße (SH 8)                             |                                                                       |      |
| Crown Range Road Summit | 1076 m | Südinsel  | Otago                       | -44.991968 168.938398 | Straße (Crown Range Road)                 | Höchster Pass in Neuseeland, über den eine befestigte Straße führt    |      |
| Danseys Pass            | 900 m  | Südinsel  | Otago                       | -44.95301 170.37248   | Straße (Danseys Pass Road)                |                                                                       |      |
| Desert Road Summit      | 1074 m | Nordinsel | Waikato, Manawatū-Whanganui | -39.305231 175.742884 | Straße (SH 1)                             | Höchster Pass in Neuseeland, der Teil des State-Highway-Netzwerks ist |      |
| Haast Pass/Tioripatea   | 562 m  | Südinsel  | West Coast, Otago           | -44.105278 169.356111 | Straße (SH 6)                             |                                                                       |      |
| Harper Pass             | 962 m  | Südinsel  | West Coast, Canterbury      | -42.72835 171.882     | Weg (Te Araroa Trail & Harper Pass Track) |                                                                       |      |
| Hope Saddle             | 635 m  | Südinsel  | Tasman District             | -41.62814 172.71581   | Straße (SH 6)                             |                                                                       |      |
| Island Saddle           | 1347 m | Südinsel  | Canterbury                  | -42.17571 172.79415   | Straße (Rainbow Road)                     | Höchster Pass in Neuseeland, über den eine unbefestigte Straße führt  |      |
| Lewis Pass              | 907 m  | Südinsel  | West Coast, Canterbury      | -42.373972 172.397097 | Straße (SH 7)                             |                                                                       |      |
| Lindis Pass             | 971 m  | Südinsel  | Otago, Canterbury           | -44.587778 169.647778 | Straße (SH 8)                             |                                                                       |      |
| Omanui / McKinnon Pass  | 1069 m | Südinsel  | Southland                   | -44.80257 167.76614   | Weg (Milford Track)                       |                                                                       |      |
| Porters Pass            | 942 m  | Südinsel  | Canterbury                  | -43.296667 171.741944 | Straße (SH 73)                            |                                                                       |      |
| Rahu Saddle             | 685 m  | Südinsel  | West Coast                  | -42.31401 172.11734   | Straße (SH 7)                             |                                                                       |      |
| Remutaka Pass           | 555 m  | Nordinsel | Wellington                  | -41.115039 175.232706 | Straße (SH 2)                             |                                                                       |      |
| Tākaka Hill Saddle      | 805 m  | Südinsel  | Tasman District             | -41.032735 172.866311 | Straße (SH 60)                            |                                                                       |      |
| Taupeupe Saddle         | 923 m  | Nordinsel | Bay of Plenty, Hawke’s Bay  | -38.63269 177.03173   | Straße (Waikaremoana Road)                |                                                                       |      |
| The Divide              | 532 m  | Südinsel  | Southland                   | -44.82493 168.11687   | Straße (SH 94)                            |                                                                       |      |
| Waituhi Saddle          | 890 m  | Nordinsel | Waikato, Manawatū-Whanganui | -38.86437 175.54592   | Straße (SH 41)                            |                                                                       |      |
| Wards Pass              | 1045 m | Südinsel  | Marlborough                 | -42.09024 173.19256   | Straße (Awatere Valley Road)              |                                                                       |      |
| Wilmot Pass             | 671 m  | Südinsel  | Southland                   | -45.50817 167.19254   | Straße (Wilmot Pass Road)                 |                                                                       |      |